# Boyce DeGaw
Boyce DeGaw, de son vrai nom James De Gaw, est un scénariste américain né le 13 août 1900 à Détroit (Michigan) et mort le 5 juillet 1953 à Dallas (Texas).

## Biographie
C'est l'époux de la scénariste Isabel Dawn.

## Filmographie
- 1932 : Si j'avais un million
- 1935 : Don't Bet on Blondes de Robert Florey
- 1936 : Le Diable au corps (The Moon's Our Home) de William A. Seiter
- 1936 : Trois jeunes filles à la page de Henry Koster
- 1937 : À l'est de Shanghaï (Wings Over Honolulu) de H.C. Potter
- 1938 : La Belle Cabaretière de Robert Z. Leonard
- 1940 : Behind the News de Joseph Santley
- 1942 : Lady for a Night de Leigh Jason